# Pan di Zucchero (Alpi Cozie)
Il Pan di Zucchero (3.208 m s.l.m. - Pain de Sucre in francese) è una montagna delle Alpi del Monviso nelle Alpi Cozie, lungo la frontiera tra Italia e Francia.

## Caratteristiche

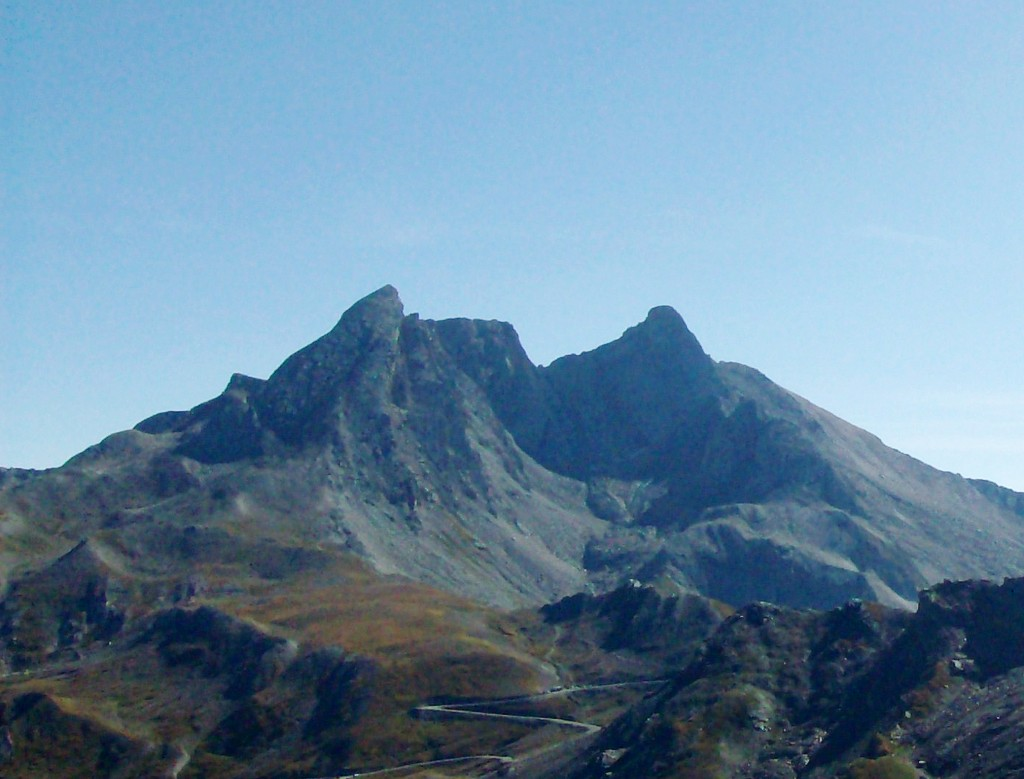
Pan di Zucchero e Pic d'Asti

La montagna è collocata tra il Colle dell'Agnello e la Rocca Rossa; proseguendo la cresta si arriva al Pic d'Asti. Il suo versante occidentale digrada abbastanza dolcemente verso il colle dell'Agnello mentre gli altri versanti sono molto più aspri. In particolare il versante sud precipita sui prati sottostanti.
La vetta si presenta come una cresta di direzione ovest-est. Sul punto più elevato è collocata una piccola croce.

## Salita alla vetta

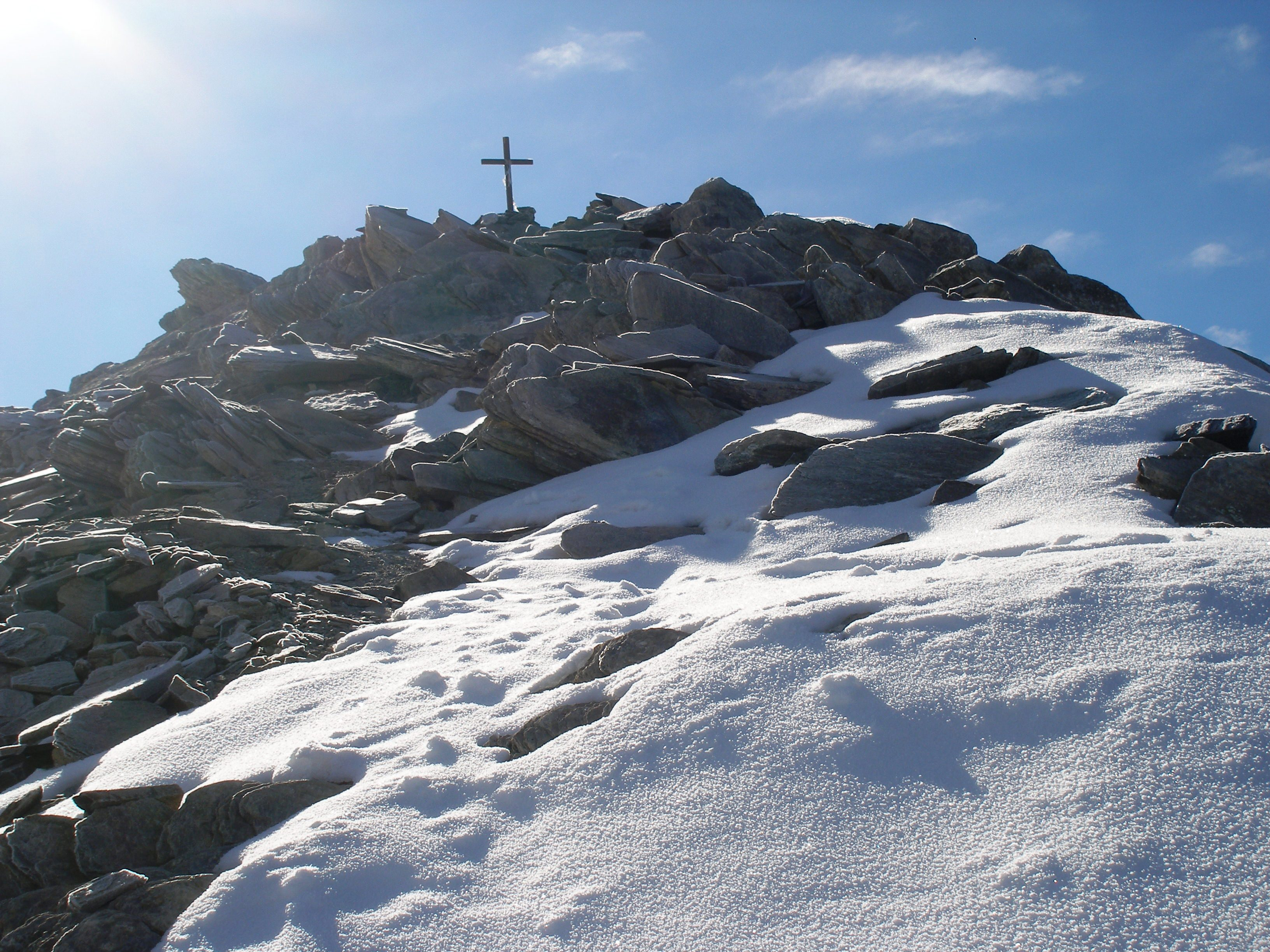
La vetta con la croce.

la via normale di salita alla vetta si sviluppa lungo il suo versante ovest in territorio francese e non presenta particolari difficoltà. Si può partire dal Rifugio Agnel (2.550 m) e passando dal Col Vieux (2.806 m); in alternativa si può partire nei pressi del colle dell'Agnello e salire seguendo da vicino la linea di confine tra l'Italia e la Francia. Con gli sci si può salire da Chianale con un itinerario scialpinistico per Ottimi Sciatori (OS).

### Cartografia
- Cartografia ufficiale italiana dell'Istituto Geografico Militare (IGM) in scala 1:25.000 e 1:100.000, consultabile on line
- Cartografia ufficiale francese dell'Institut géographique national (IGN), consultabile online
- Istituto Geografico Centrale - Carta dei sentieri 1:50.000 n.6 "Monviso" e 1:25.000 n.106 "Monviso-Sampeyre-Bobbio Pellice"